# Франча, Ганнибал Мария ди
Святой Ганнибал (Аннибале) Мария ди Франча (итал. Annibale Maria Di Francia; 5 июля 1851, Мессина, Сицилия — 1 июня 1927, Мессина, Сицилия) — итальянский католический священник из Сицилии, основал несколько детских приюты и две монашеские конгрегации: «Рогатионисты Святейшего Сердца Иисуса» (известные как «отцы-рогатионисты» или просто «рогатионисты») и «Дочери Божественного рвения».

## Биография
Родился 5 июля 1851 года в Мессине, Сицилия в аристократической семье. Отец — Франческо ди Франча, маркиз Санта-Катерина-делло-Ионио, папский вице-консул и почётный капитан Королевского флота Бурбонов; мать — Анна Тоскано происходила из рода маркизов Монтанаро. Его брат Франческо был причислен к лику блаженных в 2019 году папой Франциском. Потерял отца, когда ему было лишь 15 месяцев, что наложило глубокий отпечаток на всю его жизнь.
В 1869 году 17-летний Ганнибал почувствовал призвание к религиозной жизни. Он нашёл в Библии следующий призыв Иисуса Христа: «Тогда говорит ученикам Своим: жатвы много, а делателей мало; итак молите Господина жатвы, чтобы выслал делателей на жатву Свою». (Мф. 9:37, 38, Лк. 10:2). Эти слова стали определяющими в его жизни: как кто-то молиться о дожде или земных благах, он стал молить Господа о священниках.
Получив церковное облачение, он вскоре начал применять свои таланты на практике и стал хорошим проповедником. Люди, особенно простые и из низших сословий, любили его проповеди из-за ясности языка. Учась в семинарии, Ганнибал получил исключительную для того времени привилегию ежедневно получать Святое Причастие. Хотел присоединиться к ордену босых кармелитов, но архиепископ Джузеппе Гуарино призвал его остаться в Мессине и продолжить работу с бедными. Поэтому Ганнибал вступил в Третий орден кармелитов.
Рукоположен в сан священника в марте 1878 года в церкви Спирито-Санто. За несколько месяцев до своего рукоположения, будучи ещё диаконом, он встретил Франческо Занконе, слепого нищего. Эта встреча повлияла на его будущее, и с этого момента Ганнибал посвятил себя заботе о сиротах, бедных и брошенных.
Предместья Мессины, где Ганнибал начал свою пастырскую работу, был населён беднотой и социальной маржой. В 1882 году открыл первые детские приюты, которые назывались «антонианскими», потому что их покровителем был святой Антоний Падуанский. В 1887 году основал женскую монашескую конгрегацию «Дочери Божественного рвения» (лат. Filiarum a Divino Zelo, итал. Figlie del Divino Zelo), а в 1897 году — мужской орден «Рогатионисты Святейшего Сердца Иисуса» (лат. Congregatio Rogationistarum a Corde Iesu, итал. Rogazionisti del Cuore di Gesù), более известный как «отцы-рогатионисты» или просто «рогатионисты». Деятельность религиозных институтов была направлена на распространение интереса к евангельской деятельности среди мирян. Женский орден получил официальное одобрение от папы Пия XII в 1943 году, а мужской — похвальный указ от того же папы в 1958 году.
Умер 1 июня 1927 года в Мессине. Основанные им ордена существуют до сих пор. В конце 2005 года конгрегация «Дочери Божественного рвения» насчитывала 604 монахини в 74 обителях; в конце 2008 года институт «Рогатионисты Святейшего Сердца Иисуса» насчитывал 70 обителей и 420 членов, 278 из которых были священниками.

## Прославление
В 1964 году папа Павел VI учредил «Всемирный день молитвы о призваниях к священству и монашеству» (12 мая) в ответ на инициативы Ганнибала.
Папа Иоанн Павел II беатифицировал его 7 октября 1990 года и канонизировал 16 мая 2004 года.
День памяти — 1 июня.